# Sampson (Familienname)
Sampson ist ein englischer Familienname.

## Herkunft und Bedeutung
Sampson ist ein Patronym und bedeutet Sohn des Samson.

## Namensträger
- Agnes Sampson († 1591), schottische Hebamme und Heilerin, die als Hexe verurteilt wurde
- Angus Sampson (* 1979), australischer Schauspieler
- Anthony Sampson (1926–2004), britischer Journalist und Schriftsteller
- Beate Sampson (* 1961), deutsche Musikjournalistin und Sängerin
- Carolyn Sampson (* 1974), britische Sängerin
- Cesár Sampson (* 1983), österreichischer Sänger
- Cindy Sampson (* 1978), kanadische Schauspielerin
- Daz Sampson (* 1974), britischer Sänger und Musikproduzent
- Deborah Sampson (1760–1827), US-amerikanische Soldatin
- Deryck Sampson (1925–1949), US-amerikanischer Pianist
- Doug Sampson (* 1957), britischer Schlagzeuger, Mitglied von Iron Maiden
- Edgar Sampson (1907–1973), US-amerikanischer Jazzmusiker
- Eduardo Sampson (1932–2006), uruguayischer Ingenieur und Politiker
- Edward Sampson (Filmeditor) (Ed Sampson; 1912–1962), US-amerikanischer Filmeditor und Regisseur
- Edward Horace Sampson (1921–1974), US-amerikanischer Eishockeyspieler, siehe Ed Sampson
- Edward John Sampson (* 1935), britischer Sprinter, siehe Ted Sampson
- Erasto Sampson (* 1975), vincentischer Leichtathlet
- Ethen Sampson (* 1993), südafrikanischer Fußballspieler
- Ezekiel S. Sampson (1831–1892), US-amerikanischer Politiker
- Flem D. Sampson (1875–1967), US-amerikanischer Politiker
- Gary Sampson (* 1959), US-amerikanischer Eishockeyspieler
- George Sampson (Komponist) (1861–1949), britischer Komponist
- George Sampson (Pädagoge) (1873–1950), britischer Pädagoge und Literaturkritiker
- George Sampson (Tänzer) (* 1993), britischer Hip-Hop-Tänzer
- Grant Sampson (* 1982), südafrikanischer Dartspieler
- Henry Sampson (Mediziner) (1629–1700), englischer Geistlicher und Mediziner
- Henry Sampson (Politiker) (Henry William Sampson; 1872–1938), britisch-südafrikanischer Gewerkschafter und Politiker
- Holly Sampson (* 1973), US-amerikanische Pornodarstellerin
- Jim Sampson (* 1948), US-amerikanisch-deutscher Hörfunkmoderator
- John A. Sampson (1873–1946), US-amerikanischer Gynäkologe
- Julie Sampson (1934–2011), US-amerikanische Tennisspielerin
- Kendrick Sampson (* 1988), US-amerikanischer Schauspieler
- Mark Sampson (* 1982), walisischer Fußballtrainer
- Marty Sampson (* 1979), australischer Kirchenmusiker
- Nikos Sampson (1935–2001), zypriotischer Politiker, Präsident 1974
- P. M. Sampson (* 1960), US-amerikanischer Rapper
- Peggie Sampson (1912–2004), kanadische Cellistin, Gambistin und Musikpädagogin
- Ralph Sampson (* 1960), US-amerikanischer Basketballspieler
- Ralph Allen Sampson (1866–1939), britischer Astronom
- Robert J. Sampson (* 1955), US-amerikanischer Kriminologe
- Robin Sampson (* 1940), neuseeländischer Bogenschütze
- Scott D. Sampson (* 1961), kanadischer Paläontologe
- Steve Sampson (* 1957), US-amerikanischer Fußballtrainer
- Ted Sampson (Edward John Sampson; * 1935), britischer Sprinter
- Tommy Sampson (1918–2008), britischer Jazztrompeter und Bandleader
- Vyan Sampson (* 1996), britisch-jamaikanische Fußballspielerin
- Will Sampson (1933–1987), US-amerikanischer Schauspieler
- William Thomas Sampson (1840–1902), US-amerikanischer Admiral
- Zabdiel Sampson (1781–1828), US-amerikanischer Politiker